# 張守約 (宋朝)
張守約（?—?），字希参，濮州（今河南濮阳濮城）人。宋朝政治人物。
早年以蔭主原州截原砦，為“走马承受公事”。北宋收复岷州后，以張守約擔任知州。曾向宋神宗举荐燕达、姚麟、刘舜卿等人可用，後來皆成为名将。

## 延伸阅读
[在维基数据编辑]
 《宋史/卷350》，出自脱脱《宋史》